# Kolozsborsa
Kolozsborsa, 1911-ig Borsa (románul: Borșa) falu Romániában, Kolozs megyében, az azonos nevű község központja.

## Fekvése
Kolozsvártól 27 kilométerre észak–északkeletre, a Borsa völgyében fekszik. Délről a Sziláj-hegy, nyugatról az Őr-hegy, északról a Nagy-hegy, keletről a Lapát-tető veszi körül.

## Története
Kezdetben a Borsa nemzetség birtoka volt. Első írásos említése 1315-ből maradt fenn, Borsaharaszta néven. Nevének változatai: Borsa és Borza Harasta (1332). 1332-ben már plébániatemploma volt. Doboka vármegyéhez tartozott, 1876-ban csatolták Kolozs vármegyéhez. Legnagyobb birtokosa 15. századtól egészen a 20. századig a Bánffy család volt. 1703-ban a kurucok kifosztották. Református anyaegyháza 108 férfit és 165 asszonyt számlált. A Borsa völgyének gazdasági központja volt, hetivásárral. Bánffy Dániel 1838-ban alapított merinó törzsnyája terjesztette el a fajtát Erdélyben. A lépfene pusztítása után, 1852-ben Wesselényi Ferencnek adta el Drágra. 1905 körül Bánffyak nagybirtokán kívül a Bokis, Beszteri, Bitár, Felszegi és Jónás családok bírtak benne középbirtokkal, a Bánffyak két, a Gyulayak egy jelentős ménest tartottak fenn. Miután a tagosítást már 1882-ben véghezvitték, lakosságának többsége egészen az 1920-as években lezajlott földosztásig igen nehéz körülmények közt élt. A legelőterület túlnyomó részét a nemesi birtokosok számára vonták össze, és a volt jobbágycsaládok nem voltak képesek juhnyájat tartani. Emiatt szokássá vált, hogy tavasszal túróért cserébe vállaltak szénamunkát a bárói birtok kaszálóján. Szintén jobbágyi eredetű magyar lakossága a Kallós, Kispál és Varga „nemzetségekre” oszlott. Mikó Imre beszámolója szerint sok református családban az 1920-as években otthon is románul beszéltek. 1914-től gyógyszertár működött benne. 1943-ban 6886 kataszteri holdas határának 50%-a volt szántó, 23%-a legelő és 21%-a kaszáló. Erdeje egyáltalán nem volt. Görögkatolikus fatemplomát 1910-ben Adalinba szállították.
1850-ben 1741 lakosából 1396 volt román, 254 magyar, 61 roma és 12 zsidó nemzetiségű; 1400 görögkatolikus, 274 református, 55 római katolikus és 12 zsidó vallású.
2002-ben 1416 lakosából 1269 volt román és 133 magyar nemzetiségű; 1072 ortodox, 152 görögkatolikus, 131 református, 41 pünkösdista és 14 római katolikus vallású.

## Látnivalók
- A 19. századi, eklektikus stílusú Bánffy-kastély 1957 óta pszichiátriai otthonként működött, de visszaszolgáltatják a család örökösének.[6] A kastélytól kétszáz méterre dél–délnyugatra Bánffy Dániel (1812–88) síremléke.[7]
- Református temploma 1827-ben épült, korábbi temploma köveinek és ajtókereteinek felhasználásával.

## Híres emberek
- Itt született 1857-ben Ferenczi Zoltán irodalomtörténész.
- Itt született 1882-ben Jakobi József belgyógyász.
- Itt született 1924-ben Tamás Lajos mezőgazdasági kutató.
- Itt született 1961-ben Aurel Tămaș népdalénekes.